# Teremia Mică, Timiș
Teremia Mică (germană Albrechtsflor, maghiară Kisteremia) este un sat în comuna Teremia Mare din județul Timiș, Banat, România.

## Localizare
Teremia Mică este o localitate de graniță, localizată în apropiere de extrema vestică a județului Timiș, pe granița cu Serbia, la circa 3,5 km nord-vest de Teremia Mare, de care este legată printr-un drum comunal. Același drum, în direcție opusă, leagă satul de satul Valcani. Acestea sunt singurele legături rutiere cu vecinii. 

## Istorie

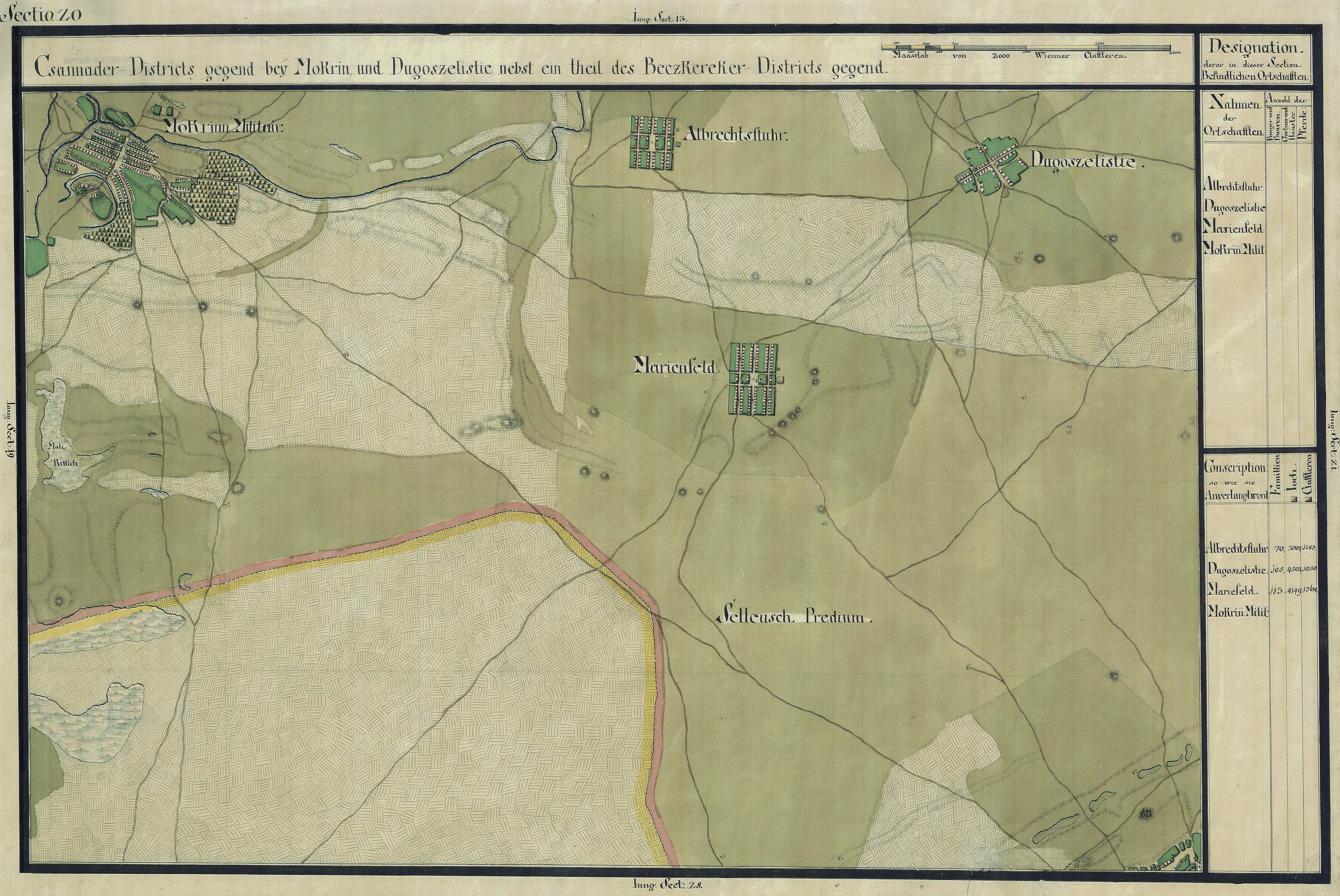
Teremia Mică în Harta Iosefină a Banatului, 1769-72

Teremia Mică a fost înființată între 1769 - 1771 pe locul numit odinioară Kulas Teremi. S-a construit o dată cu Teremia Mare în cadrul programului de colonizare din perioada tereziano-iosefină. Aici au fost aduși coloniștii germani (șvabi) din Alsacia, Lorena și Westfalia. Printre ei s-au aflat și coloniști francezi care s-au germanizat complet. Ca și în alte locuri, administrația a construit casele coloniștilor pe cheltuială proprie  și a acordat coloniștilor mai multe privilegii pentru a-i  stabili aici. Numele ei inițial era Albrechtsflur. În 1771 avea 78 de gospodării, un birt și o școală. În 1782 s-a construit și prima bisericuță, din lemn. În 1828 satul avea circa 900 de suflete. S-a dezvoltat treptat în ton cu marile evenimente din Banat, inclusiv epidemiile de holeră care au redus temporar numărul de locuitori. Numărul maxim de locuitori l-a atins la sfârșitul secolului XIX, când a atins aproape 1.500 de suflete. După al doilea război mondial, populația germană a scăzut continuu. Ultimul mare val a emigrat în perioada 1990-1992. În prezent localitatea este locuită în proporție de circa 85% de români.